# Closterus elongatus
Closterus elongatus là một loài bọ cánh cứng trong họ Cerambycidae.